# Zayed Sultan
Zayed Sultan (Abu Dabi, 11 de abril de 2001) es un futbolista emiratí que juega en la demarcación de lateral derecho para el Al Jazira Club de la UAE Pro League.

## Selección nacional
El 12 de octubre de 2023 hizo su debut con la selección de Emiratos Árabes Unidos en un partido amistoso contra Kuwait que finalizó con un resultado de 1-0 a favor del combinado emiratí tras el gol de Tahnoon Al-Zaabi.

## Clubes
| Club           | País                   | Año   | Partidos | Goles |
| -------------- | ---------------------- | ----- | -------- | ----- |
| Al Jazira Club | Emiratos Árabes Unidos | 2020- | 88       | 3     |